# Wario Land II
Wario Land II est un jeu vidéo de Nintendo sorti en 1998 sur Game Boy, puis, en 1999, sur Game Boy Color. Le jeu est réédité sur la console virtuelle de la Nintendo 3DS le 4 avril 2012 au Japon , le 19 juillet 2012 en Europe , et le 20 décembre 2012 aux États-Unis .

## Synopsis
L'histoire tourne autour du retour de l'ennemi de Wario, le Capitaine Syrup, accompagnée de 3 soldats du Black Sugar, à l'apparence de pirates. Ces derniers se sont introduits dans le château de Wario pendant le sommeil de celui-ci pour y voler ses trésors, inonder le château et lancer un réveil très bruyant rendant le sommeil de Wario très difficile.

## Système de jeu

### Généralités
Le système de jeu de Wario Land 2 se démarque beaucoup plus de celui de la série des Super Mario Bros. que l'épisode précédent.
En effet, dans cet opus, Wario est immortel, il ne perd que de l'argent lorsqu'il se fait toucher par un ennemi ou un élément dangereux d'un niveau (un peu comme dans Sonic et ses rings). Quand Wario est face à un boss, et qu'il subit l'attaque de ce dernier, il ne se fait qu'éjecter de l'aire de combat et le joueur doit revenir à la salle du boss pour retenter sa chance.
Certaines attaques d'ennemis transforment Wario, ce qui est généralement très utile pour atteindre certains endroits difficiles d'accès ; il peut :  être en feu, devenir gros, être transformé en zombie, devenir saoul, être aplati, être transformé en ressort, être gelé, devenir petit. Chacune de ces transformations ont leurs propres caractéristiques.
Le jeu est composé de chapitres représentant un thème précis (forêt, ville…), et chaque chapitre comporte 5 niveaux ayant chacun un trésor et un fragment d'une carte au trésor. Un boss apparaît à la fin du cinquième niveau. Une fois un chapitre fini, le suivant commence avec une cinématique.
Certains niveaux possèdent une sortie supplémentaire secrète, qui affecte le scénario si le joueur la prend au lieu de la sortie standard du niveau.
Une fois le jeu fini une première fois, lorsque le joueur relance la partie, il tombe sur une interface représentant le cheminement des niveaux. le joueur peut donc choisir les niveaux qu'il a fini et il peut voir quels niveaux ont une sortie secrète. Il peut aussi voir dans quels niveau il a ou non trouvé le trésor et le fragment de la carte au trésor.
L'argent que le joueur ramasse dans chaque niveau et qui finit dans une réserve pouvant aller jusqu'à 99 999, est un élément très important du jeu. Il permet de jouer à 3 mini-jeux :
- Un mini-jeu caché dans une porte dans chaque niveau et qui possède 3 niveaux de difficulté: facile, normal, difficile. Si on choisit de faire le mini-jeu en facile, on paye 200 pièces, en normal on paye 100 pièces et en difficile on paye 50 pièces. Le mini-jeu consiste à retrouver une image d'un ennemi parmi les 8 images retournées pour ouvrir un coffre contenant un trésor. Il y a en tout 50 trésors à trouver.

- Un mini-jeu qui apparaît à chaque fin de niveau. Un chiffre est caché par 9 cases noires et pour retourner une case noire, il faut payer 50 pièces de la réserve. Le chiffre caché est compris entre 0 et 9. Une fois que le joueur pense avoir trouvé le chiffre caché, il le sélectionne parmi les 10 chiffres (compris entre 0 et 9) affiché en bas de l'écran.  Une fois le mini-jeu gagné, le joueur gagne un fragment d'une carte au trésor. Lorsque l'on finit le jeu une première fois, le système de ce mini-jeu change légèrement. Un compte à rebours apparaît et une fois fini, le joueur perd ses pièces et une case se retourne lorsque 50 pièces disparaissent du compteur. Le joueur doit appuyer sur le bouton B pour stopper ce décompte sur la réserve lorsqu'il pense avoir trouvé le chiffre caché et il sélectionne ce chiffre en bas de l'écran.
- Le troisième mini-jeu se débloque lorsque le joueur a récupéré tous les trésors et tous les fragments de la carte au trésor. Ce mini-jeu s'appelle Flagman D.D et coûte 100 pièces pour une partie. Ce dernier est un jeu de mémoire. Un ennemi du jeu appelé « D.D » apparaît à l’écran et fait apparaître un chiffre compris entre 1 et 4. Ce chiffre représente une des flèches de la croix directionnelle de la console (1 pour haut, 2 pour gauche, 3 pour bas et 4 pour droite) et le joueur doit appuyer sur le bon bouton. Ensuite, D.D refait apparaître ce même nombre et il en rajoute un autre, le joueur doit appuyer sur les bons boutons. D.D refera toujours apparaître les mêmes chiffres mais il en rajoute un à chaque fois que le joueur reproduit correctement ce qu'il fait. Dans le cas contraire, le joueur perd une vie sur les trois disponibles. Si le joueur va suffisamment loin, 2 autre monstres feront leur apparition pour représenter 2 nouveaux chiffres: le 5 et le 6 (bouton B pour 5 et bouton A pour 6).

### Déroulement
Chaque chapitre est constitué de 5 niveaux et est accompagné d'une cinématique. Ils correspondent à un thème particulier du jeu, comme la forêt ou la ville.
Chaque chapitre est aussi conclu par un ennemi plus puissant que les autres, le boss.

#### Chapitres classiques
Ici sont regroupés les chapitres dont le joueur s'oriente naturellement à sa première partie, qui ne sont pas cachés derrière un passage secret et qui sont de difficulté croissante.
Le château de Wario correspond au réveil du héros, de l'extinction de l'alarme-réveil, de la fermeture du robinet d'eau. Il va visiter ses caves pour y vérifier la présence de son or (dérobé par Captiaine Syrup). Les niveaux sont ici faciles pour permettre au joueur de se familiariser avec le jeu.
Le boss final est un serpent qui semble vivre dans les souterrains du château.
Wario s'aperçoit du vol de son argent. Il court donc à la poursuite des ravisseurs.
Dans ce deuxième chapitre, Wario doit rejoindre le bateau de Capitaine Syrup pour la pourchasser. On fait dans ce chapitre la connaissance de nouveaux monstres. Le boss de ce chapitre est un gigantesque oiseau dans les voiles du bateau de Capitaine Syrup.
Dans la forêt, Wario est confronté à des niveaux se déroulant dans un environnement de forêt, ce qui n'empêche pas la présence de portes et d'ennemis toujours plus nombreux. Cependant ceux-là sont surtout des abeilles, ce qui constitue d'ailleurs le boss final.
Wario poursuit toujours les pirates dans une ville composée d'un niveau dans un train qu'il devra arrêter, puis un niveau à l'extérieur, puis dans un immeuble, dans une centrale électrique puis enfin à nouveau à l'extérieur pour affronter le boss qui se révèle être un lapin joueur de basket.
Enfin, on retrouve un château (en écho du premier chapitre), celui de Capitaine Syrup. Ici apparaissent des ennemis plus forts et des situations plus délicates. Après 2 niveaux en extérieur et deux en intérieur, le dernier niveau aboutira à un des combats ultimes du jeu contre Capitaine Syrup.

#### Chapitres supplémentaires
Normalement, le joueur se rend compte après ce combat que certains niveaux du parcours qu'il vient de faire débouchent sur des chapitres secrets, dont l'accès est caché dans ces niveaux.
Une cartographie des niveaux est disponible, ce qui permet de jouer à n'importe lesquelles des parties et ainsi jouer aux mini-jeux ou à chercher les passages secrets. En voici la liste.
L'alternative du château de Wario consiste à laisser le réveil sonner, et ne pas réveiller Wario dans son sommeil. Les voleurs l'arrêteront alors eux-mêmes et s'installeront dans le château de Wario, qui sera mis dehors. Ce chapitre consiste donc à le reprendre, ce qui débouche sur un combat final contre Capitaine Syrup, aidée d'un robot représentant le monstre principal du jeu.
Accessibles dans le niveau 5 du chapitre 1 (I, 5), un chemin conduit directement à la ville, sans passer par le bateau de Capitaine Syrup. Il consiste en 5 niveaux souterrains, dont le boss est un sanglier qu'il faut pousser dans un fossé.
Atlantide est accessible directement du bateau, dans le 4e niveau. Wario peut dans ce niveau détruire la coque du bateau, ce qui le conduira à une cité de style grec sous la mer. Plusieurs niveaux très différents du reste du jeu sont alors disponibles. L'issue consiste en un énorme poisson puis débouche sur la ville. Le joueur peut aussi trouver encore un autre passage secret dans le 5e niveau de ce chapitre, ce qui le conduira à un unique niveau où il affrontera Capitaine Syrup dans l'Atlantide.
Les 5 niveaux de la centrale électrique sont accessibles d'un passage secret dans le 4e niveau de la ville. Ils se terminent par un combat contre Capitaine Syrup.
Les 5 niveaux de la maison hantée sont accessibles dans le niveau final de la ville. Les monstres sont très nombreux dans ce chapitre à être des fantômes ou des zombies qui ont le don de transformer Wario en zombie lui-même.
Là aussi, le chapitre est un chapitre final, mais ce n'est pas Capitaine Syrup qui est combattu ici mais un genre de fantôme qui l'a capturée.
Un ultime niveau, secret, est débloqué uniquement lorsque tous les mini-jeux sont effectués et réussis. Le joueur n'en connait donc pas l'existence avant. Probablement le niveau le plus dur du jeu, il est mystérieux et représente la victoire définitive de Wario sur Capitaine Syrup, qu'on ne reverra plus dans aucun autre jeu (en réalité, Capitaine Syrup réapparaitra dans le nouveau Wario Land sur Wii, Wario Land: The Shake Dimension).

## Accueil
Wario Land II a été acclamé par la critique. La version Game Boy Color a reçu une note globale de 88,04 % sur GameRankings, sur la base de 14 critiques. IGN a donné au jeu 9 sur 10, insistant sur le fait que « c'est le jeu parfait pour vous accompagner lors d'un long voyage en voiture en raison de sa durabilité et de sa rejouabilité ». Nintendo Life a attribué à la réédition sur console virtuelle une note de 9 sur 10, affirmant que « les grands fans du premier jeu pourraient déplorer le changement soudain et significatif de gameplay de Wario Land II, mais si vous l'essayez, vous découvrirez qu'il est en fait assez bon ».